# Kepler-1638b
Kepler-1638b é um exoplaneta, provavelmente rochoso, localizado na zona habitável de sua estrela. O planeta é uma Superterra, cerca de 87% maior que a Terra e com uma órbita de 259 dias.